# 花禄森
花禄森（1940年—），男，中国航天工程专家，曾任航天机电集团公司副总经理，中国宇航学会副理事长，第九届全国人大代表。